# Війна Золотого Трону
Війна Золотого Трону (також відома як Війна Яаа Асантева, 8-ма англо-ашантійська війна, третя експедиція Ашанті, Повстання Ашанті 1900 року) — остання війна з серії конфліктів між британським урядом колонії Золотий Берег та Федерацією Ашанті, великим державним утворенням, що знаходилося того часу під англійським протекторатом.
Племена Ашанті були незадоволені сформованою після останнього конфлікту ситуацією з фактичним захопленням країни, однак каталізатором для повстання послужила спроба захоплення англійським губернатором лордом Ходжсоном Золотого Трону Ашанті, що є місцевим символом влади та незалежності. Капітан Армітаж був відправлений для з'ясування, де знаходиться Золотий Трон, і доставки його до губернатора. Проте в жодному селі люди нічого не говорили білим про свою реліквію. Дійшовши до села Бер, Армітаж застав там лише дітей, які стверджували, що дорослі вирушили на полювання. За наказом Армітажа дітей почали бити. Коли з укриттів з'явилися дорослі, їх схопили, зв'язали й також били.
Після війни Федерація Ашанті де-факто залишалася незалежною, однак з 1 січня 1902 року вона була анексована й увійшла до складу британської колонії Золотий Берег. Після того, як у 1957 році британська колонія Золотий Берег отримала незалежність першою з колоній південніше Сахари, територія Ашанті була включена до складу новоствореної держави — Гани. Ця війна була останньою війною в Африці, де одну з воюючих сторін очолювала жінка.

## Жорстокість британців

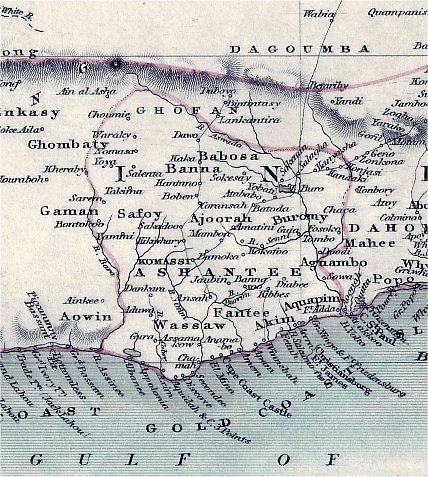
Карта Ашанті в XIX столітті

Цитата з розповіді очевидця Квадво Афодо:
Білий чоловік запитав у дітей, де в селі Бер захований Золотий Трон. Він погрожував їм, що їх будуть бити, якщо вони не покличуть дорослих з джунглів. Вони відмовилися це робити. Діти знали, що білі прийшли за Золотим Троном. Вони не боялися бути побитими. Зрозумівши це солдати почали їх залякувати і бити.
Ця жорстокість спровокувала Війну Золотого Трону, що почалася 28 березня 1900 року. Яаа Асантева мобілізувала війська племен ашанті й протягом трьох місяців тримала в облозі британську місію у форті в Кумасі. Тільки з допомогою кількох тисяч солдатів і польової артилерії англійцям вдалося зняти облогу. Британці грабували села, вбивали місцеве населення, захоплювали землі, ставлячи тих, що вижили в залежність від колоніальної адміністрації. Також британці захопили Королеву-Матір Еждісу Яаа Асантева, яка разом з оточенням була заслана на Сейшельські острови. Більшість командирів повстанців також потрапили в полон. Яаа Асантева померла у вигнанні 20 років потому. Тим не менш, засланий ашантіхен (правитель всіх ашанті), Премпех I урешті-решт повернувся в Ашанті живим і здоровим.
Золотий Трон був настільки важливий для ашанті, що вони дозволили заслати ашантіхена Премпеха I, лише б трон не був захоплений англійцями. Крім того, після війни Ашанті проголосили свою перемогу, тому що мета війни — захист Золотого Трону — була досягнута.

## Розмови про Золотий Трон
Ходжсон відправився в Кумасі з невеликим загоном британських солдатів і місцевих рекрутів і прибув туди 25 березня 1900 року. Ходжсон, якому при в'їзді в місто були надані почесті, зійшов на поміст і виступив з промовою перед лідерами Ашанті: Промова, чи точніше її переклад африканським перекладачем, містила такі фрази:
Ваш правитель Премпех I знаходиться у вигнанні і не повернеться в Ашанті. Його влада і повноваження будуть передані представникам королеви Великої Британії. За умови мирного договору Формена ви повинні платити 16 000 фунтів стерлінгів в рік. Тому ставиться питання про Золотий Трон Ашанті. Королева має право на цей Трон і вона його має отримати.
Де Золотий Трон? Я представляю верховну владу. Чому я сиджу на простому стільці? Чому з нагоди мого приїзду в Кумасі ви не принесли Золотий Трон, для того щоб я сидів на ньому? Однак, будьте впевнені, що нехай зараз Золотий Трон не належить уряду, воно буде керувати вами так само неупереджено і справедливо.
Не розуміючи значення Золотого Трону, генерал-губернатор Ходжсон не здогадувався про те, що він виказав неповагу до народу ашанті. Майже відразу ж Королева-Мати Еджісу Яаа Асантева зібрала чоловіків, щоб створити загони для нападів на британців та повернення свого правителя — Ашантіхена. Серед розлючених місцевих жителів знайшлося багато добровольців, тому посланник Ходжсона — капітан Севіл Армітаж і його люди, що шукали Золотий Трон в сусідньому селищі, потрапили в засідку і лише злива, що раптово розпочалася, дозволила відступити до британської місії в Кумасі. Місія являла собою невеликий укріплений частоколом форт, де розташувалися 18 європейців, десятки метисів — працівників колонії й близько 500 представників нігерійської народності хауса. У форті було 6 малих польових гармат і 4 кулемети Максима. Ашанті не були готові до штурму і тому влаштували тривалу облогу, зробивши лише один напад 29 квітня, який закінчився невдачею. Ашанті продовжили обстрілювати захисників, перерізали телеграфні дроти, блокували поставки продовольства, атакували колони, намагалися розблокувати форт.
Постачання продуктів і медикаментів практично припинилися, тому хвороби стали косити оборонців форту. У цей час (у червні 1900 року) підійшов ще один загін з 700 осіб. Щоб зберегти залишки продовольства для слабких і хворих, деякі здорові європейці разом з губернатором Ходжсоном, його дружиною і більш ніж сотнею хауса покинули форт. Дванадцять тисяч абраде (воїнів Ашанті) кинулися в погоню за втікачами, які мали фору у своїй довгій дорозі назад до королівської колонії та тому змогли уникнути зустрічі з основною частиною абрадів.

## Рятувальна операція
Коли Ходжсон прибув на узбережжі, 1000 людей, зібраних з різних британських військових підрозділів і поліцейських сил, розташованих у Західній Африці під командуванням майора Джеймса Віллкокса, вийшли з Аккри. В ході маршу солдати Віллкокса відбили кілька добре захищених фортів, які займали воїни із союзу племен Ашанті, найбільшим з них був форт в Кокофу, при взятті якого британці зазнали важких втрат. Під час походу Віллкоксу доводилося постійно долати важкі випробування, боротися з ворогом на його території й організовувати постачання в умовах ефективної партизанської війни. На початку липня його сили прибули в Беквай і підготувалися для остаточного штурму Кумасі, який почався вранці 14 липня 1900 року. Використовуючи як основну ударну силу воїнів йоруба з Нігерії, які перебували у складі прикордонних військ, Віллкокс взяв чотири охоронюваних частоколи, нарешті звільнивши форт увечері 15 липня, коли його мешканці перебували всього в парі днів від капітуляції.
У вересні, після літнього відпочинку та догляду за хворими та пораненими в ході захоплення Кумасу, Віллкокс розіслав летючі загони в сусідні райони, які підтримали повстання. Його війська розгромили сили Ашанті в перестрілці на Обассі 30 вересня, а також знищили фортецю і місто Кокофу на північний схід від Беквай, де він раніше отримав відсіч, використовуючи нігерійських солдатів. Після штурму міста капітан Чарльз Джон Меллісс був нагороджений Хрестом Вікторії за хоробрість в атаці, єдиний за всю кампанію, хоча ряд інших посадових осіб отримали Орден «За видатні заслуги».

## Яаа Асантева
Яаа Асантева була Королевою-Матір'ю Еджісу (області у Федерації Ашанті) (зараз знаходиться в центральній частині сучасної Гани). Тоді Золотий Берег був британським протекторатом. Британці підтримували свій протекторат за рахунок податків, що збираються у Федерації Ашанті з місцевого населення. Також колонізатори захопили контроль над золотими копальнями Ашанті, позбавивши федерацію значних доходів. Коли місіонери почали створювати школи і втручатися в місцеві справи, Ашанті відчули себе приниженими англійцями.

Своєю промовою Яаа Асантева згуртувала опір колонізаторам:
Зараз я бачу, що деякі з вас бояться йти вперед і боротися за нашого правителя. У часи Осей Туту, Окомфо Анокі і Опоку Варі начальники не дозволили б захопити їх правителя без єдиного пострілу. Жоден білий не міг собі дозволити говорити з лідерами Ашанті так, як говорив губернатор цим ранком. Невже дійсно хоробрості Ашанті більше немає? Я не вірю. Цього не може бути. Я повинна сказати наступне: «Якщо ви, чоловіки Ашанті, не підете вперед, то це зробимо за вас ми». Ми — жінки, зробимо це. Я закликаю наших жінок. Ми будемо боротися з білими чоловіками. Ми будемо стояти на полі бою до останнього.

## Повернення ашантіхена Премпех I в Ашанті
Тисячі людей, білих і чорних, стікалися до берега, щоб привітати його. Вони були глибоко розчаровані, коли стало відомо, що не зможуть побачити Нана Премпеха, і що він повинен був приземлитися в 5:30 вечора і відразу відправитися в Кумасі на спеціальному поїзді. Через двадцять хвилин після прибуття поїзда гарний автомобіль Нана Премпеха опинився в оточенні людей. Було важко створити умови і передумови для його повернення. Гарний аристократичний чоловік в чорному костюмі підняв руку на крики натовпу. Цією шляхетною особистістю був Нана Премпех.

## Наслідки
Ашанті зазнали поразки в бою, але виграли війну. Попри те, що Кумасі виявився включений до складу Британської імперії, Ашанті значною мірою зберегли свою автономію. Мета війни — захист Золотого Трону від британців — була досягнута. Тим не менш, у наступному році багато лідерів Ашанті, включаючи Королеву-Матір Яаа Асантева, були заарештовані й заслані на Сейшельські острови, звідки їм не дозволяли повернутися протягом чверті століття. За цей термін багато, в тому числі сама Яаа Асантева, померли. У місті Кумасі досі зберігається військовий меморіал і кілька великих будівель колоніальної епохи, хоча він, разом з іншими частинами Золотого Берега, зрештою були включені до складу Гани.
Британці ніколи так і не захопили Золотий Трон. Він був захований в глибині джунглів під час війни, і попри всі зусилля колоніальної адміністрації його не вдавалося виявити до 1920 року. Тоді він був випадково знайдений кількома робітниками, які відірвали золоті пластини, що прикрашали Трон, позбавивши його «сили» в очах племен Ашанті. Робітники були засуджені до смертної кари судом Ашанті, в юрисдикції якого вони перебували, однак втрутилася колоніальна адміністрація, і кару замінили засланням. Війна коштувала англійцям і їхнім союзникам в цілому 1007 осіб безповоротних втрат. Серед племен Ашанті кількість загиблих оцінюється у 2000 людей.